# 卡爾托切托-佩爾戈拉的鍍金銅像

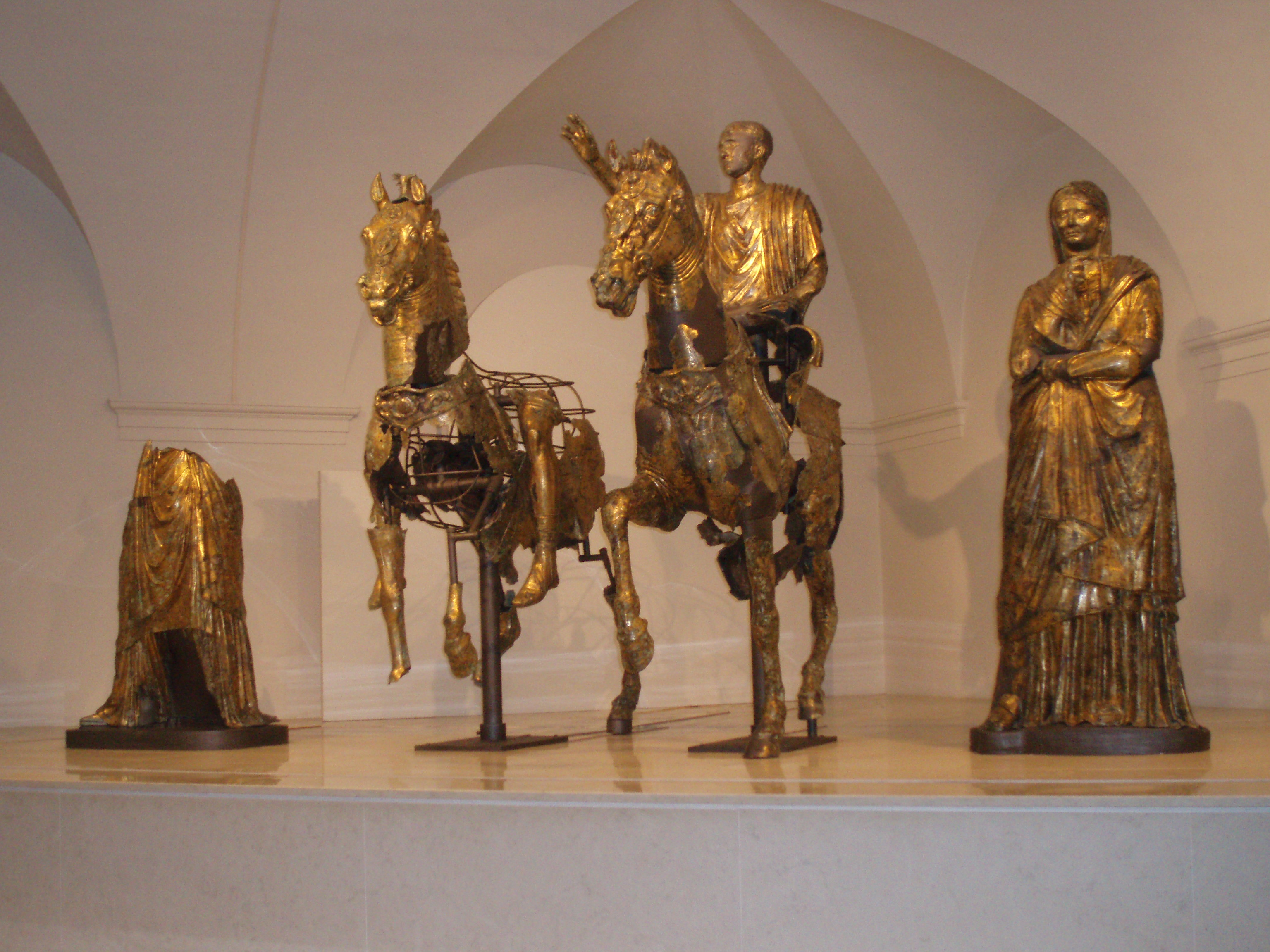
卡爾托切托-佩爾戈拉的鍍金銅像

卡爾托切托-佩爾戈拉的鍍金銅像（Gilt Bronzes from Cartoceto di Pergola）是古羅馬朱里亞·克勞狄王朝時代唯一倖存至今的用鎏金和青銅打造而成的士兵騎馬銅像組。銅像中共有兩匹馬，其中一匹馬被一名中年騎士騎著，另一匹馬的騎士則早已損毀。騎士左邊站著一位蒼老的婦女。

## 發現與修復

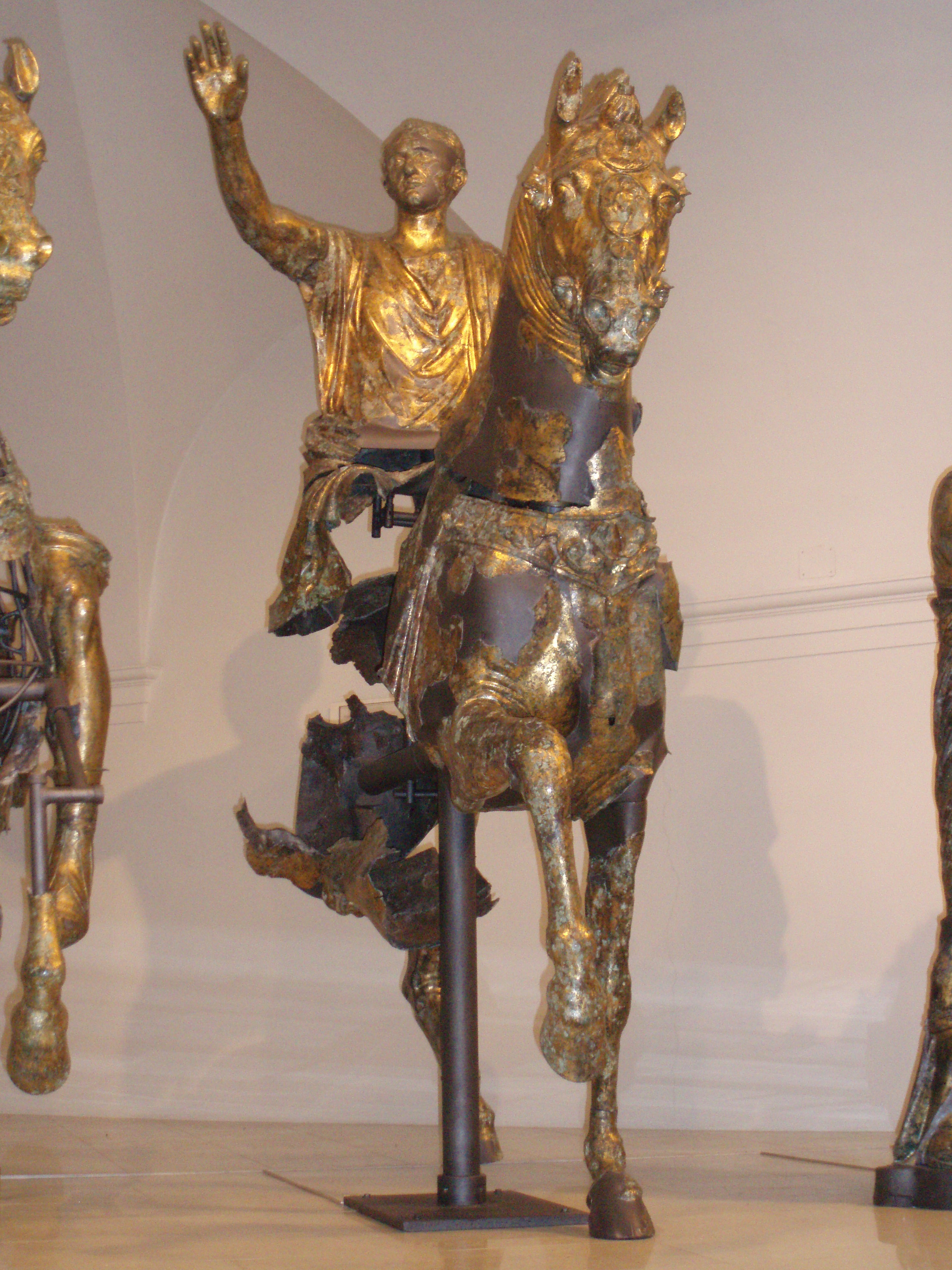
騎士特寫

在1946年的6月和7月間，一群考古團隊於義大利佩薩羅-烏爾比諾省境內的卡爾托切托市意外發現數以百計的鍍金青銅碎片，共重達數百公斤。
考古團隊將這些鍍金青銅碎片送往卡爾托切托市的古文物維護中心保存。1949年考古團隊開始將這共計318片的青銅組裝起來，至1988年才組裝成現今的模樣，前後歷時39年。

## 鑑定
經過鑑定小組確認，卡爾托切托-佩爾戈拉的鍍金銅像最原始的造型應該是兩匹馬、兩名騎士和兩名婦女。這組銅雕被認為可能是屬於某位羅馬參議員家族的銅雕。也有人認為，這組銅像誕生的日期極有可能是公元20～30年，所以刻的人物有可能是尼祿和他的家人。
經過更進一步的假設，卡爾托切托-佩爾戈拉的鍍金銅像本來可能是預定要放置在薩摩斯島上的一座神廟。

### 銅雕中的人物

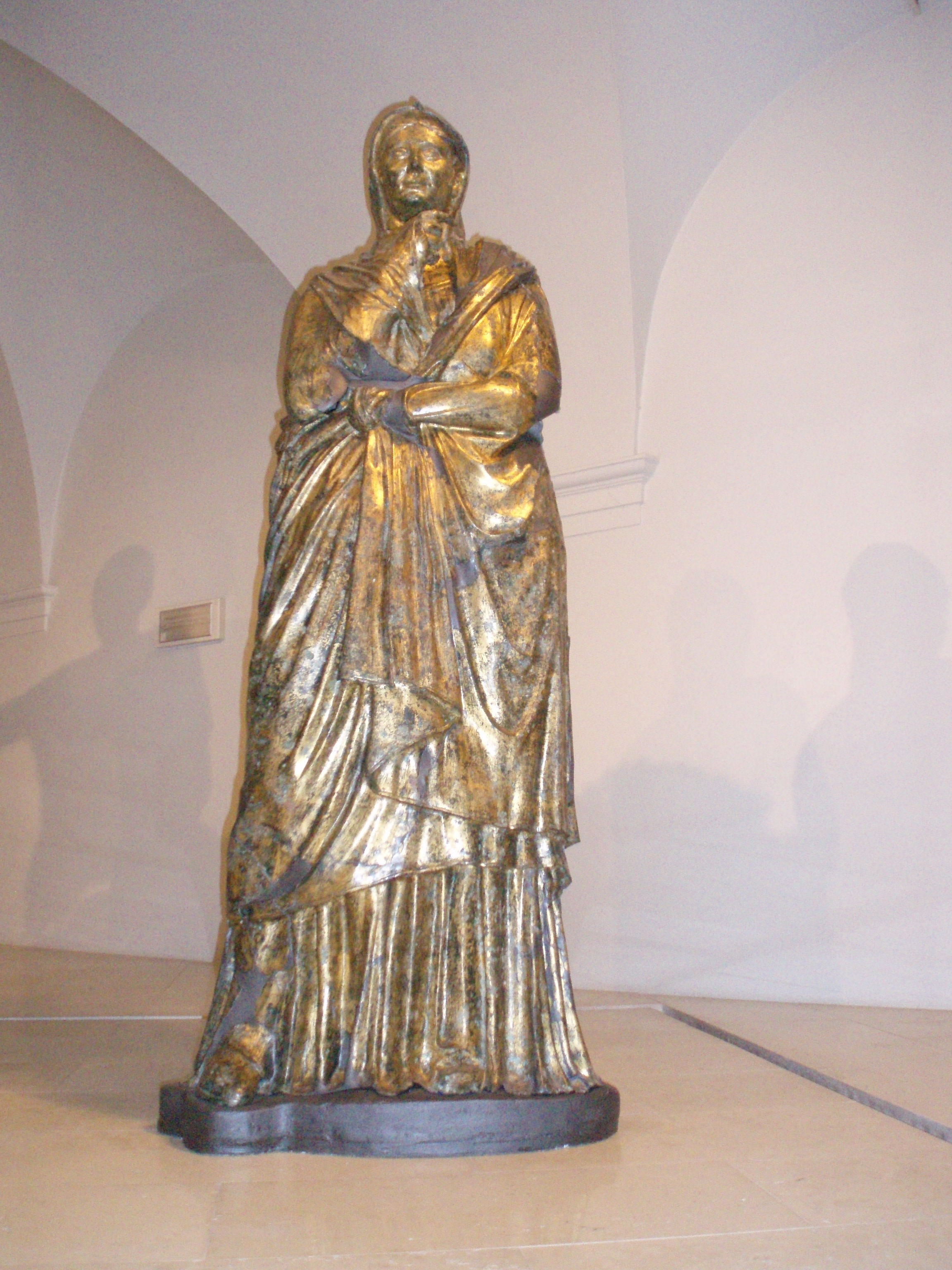
婦女特寫

#### 騎士
共有兩名騎士，其中保存完好的騎士年齡約40歲左右，另一名騎士只剩下無數的碎片。兩名騎士可能是在古羅馬的和平時期中一位高級軍事官員。

#### 婦女
共有兩名婦女，其中有一名婦女的銅雕已無法修復。

#### 馬匹
共有兩匹馬，且都保存完善。兩匹馬的姿勢可以看出牠們正在步行，馬的脖子上掛有羅馬神話諸神的串珠。

## 雕刻技術與材質
卡爾托切托-佩爾戈拉的鍍金銅像是用失蠟法和鉛銅來製造出形體，並在形體上鍍金和貼上金箔。

## 外部連結
- Museo dei Bronzi dorati e della città di Pergola（页面存档备份，存于） （英文）（意大利文）
- Soprintendenza per i Beni Archeologici delle Marche（页面存档备份，存于） （意大利文）